# Ejektionsfraktion
Die Ejektionsfraktion (EF; lateinisch e- = aus, iacere = werfen, fractio = Bruchstück, Anteil) oder Auswurffraktion (auch Austreibungsfraktion) ist ein Maß für die Herzfunktion, jedoch kein Maß für die Schwere einer Herzinsuffizienz. Da bei einer Kontraktion des Herzmuskels nicht das gesamte Blutvolumen aus der Kammer ausgestoßen wird, sondern ein gewisser Teil zurückbleibt, kann der Anteil des ausgestoßenen Volumens am enddiastolischen Füllungsvolumen Rückschlüsse auf den Zustand des Herz- und Kreislaufsystems bieten.
Jede der vier Herzhöhlen (lateinisch: cavum cordis) hat bei jedem Herzschlag eine eigene Ejektionsfraktion. Bei jedem Herzschlag sind die enddiastolischen Füllungsvolumina in allen Herzhöhlen verschieden, weil auch Vorhöfe und Kammern nicht exakt dasselbe Volumen haben (besonders deutlich bei der asymmetrischen dilatativen Kardiomyopathie). Das Schlagvolumen als Produkt dieser beiden Parameter muss bei jedem Herzschlag in allen vier Höhlen jedoch eine Konstante bilden, um einen Rückstau im Blutkreislauf zu verhindern. Hierdurch wird die Aussagekraft der Ejektionsfraktion als übliches Maß für die Schwere einer Herzinsuffizienz relativiert. Wegen der großen Bedeutung der linken Herzkammer wird in der Kardiologie nahezu ausschließlich die EF des linken Ventrikels (als LVEF) angegeben.
Bei allen Herzfehlern wie Herzklappenfehlern, Atriumseptumdefekten, Ventrikelseptumdefekten oder mit einem Shunt (lateinisch: vitium cordis) kommt es in den Herzhöhlen bei jedem Herzschlag zu Blutrückflüssen entgegen der vorgesehenen Strömungsrichtung; man spricht von der Flussumkehr (Umkehrfluss), vom Pendelvolumen und von der Regurgitation. Also müsste korrekt jeweils die gemessene Bruttoejektionsfraktion von der effektiven Nettoejektionsfraktion unterschieden werden. Die Differenz wäre die Regurgitationsfraktion. Gerade auch bei diesen Patienten ist die Bruttoejektionsfraktion kein geeignetes Maß für die Schwere ihrer Herzinsuffizienz.
Die Ejektionsfraktion bezeichnet den Anteil des vom Herzen bei einer Kontraktion ausgeworfenen Blutes im Verhältnis zum Gesamtblutvolumen in der Herzkammer. Definiert wird sie als Anteil des Schlagvolumens (SV) am enddiastolischen Volumen (EDV). Beim Gesunden beträgt sie bei einem normalen enddiastolischen Volumen von etwa 120 ml und bei einem physiologischen Schlagvolumen von circa 80 ml also in etwa 67 %.
{\displaystyle EF={\frac {SV}{EDV}}\cdot 100\,\%}
Dabei ist das Schlagvolumen die Differenz von Enddiastolischem und Endsystolischem Volumen (ESV):
{\displaystyle EF={\frac {EDV-ESV}{EDV}}\cdot 100\,\%=\left(1-{\frac {ESV}{EDV}}\right)\cdot 100\,\%}

Bestimmung der Ejektionsfraktion im Ultraschall nach der Simpson-Methode

Bestimmung der Ejektionsfraktion im Ultraschall im M-Mode nach Teichholz
(ungenauer als die Simpson-Methode)

Die Ejektionsfraktion kann mit verschiedenen Untersuchungsverfahren gemessen werden, in absteigender Häufigkeit:
- Echokardiographie
- Herzkatheteruntersuchung
- Magnetresonanztomografie
- Myokardszintigrafie oder Radionuklid-Ventrikulografie bzw. Binnenraumszintigrafie.

In der klinischen Praxis erfolgt die Abschätzung der Ejektionsfraktion häufig nach dem visuellen Eindruck; dies wird bei subjektiv normaler Pumpfunktion als ausreichend angesehen. Bei eingeschränkter Pumpfunktion sollte eine quantitative Bestimmung mit Hilfe der Scheibchensummationsmethode nach Simpson erfolgen; die Quantifizierung mittels M-Mode nach Teichholz wird als zu ungenau angesehen.

## Referenzwerte
Die „2016 ESC Guidelines for the diagnosis and treatment of acute and chronic heart failure“ geben als Richtwerte an:
| Ejektionsfraktion | Pumpfunktion               |
| ----------------- | -------------------------- |
| > 50 %            | normal                     |
| 40 - 49 %         | leichtgradig eingeschränkt |
| 30 - 40 %         | mittelgradig eingeschränkt |
| < 30 %            | hochgradig eingeschränkt   |

## Klinische Bedeutung
Eine reduzierte Ejektionsfraktion wird als objektivierbarer Parameter neben der klinischen Symptomatik zur Diagnostik der Herzinsuffizienz verwendet. Bei asymptomatischen Patienten definiert eine EF < 35–40 % das Vorliegen einer linksventrikulären Dysfunktion (NYHA I) und damit die Notwendigkeit einer medikamentösen Herzinsuffizienztherapie mit einem ACE-Hemmer.
Bei gleichzeitig bestehender Erweiterung der Herzkammern (Dilatation) und Störung der Erregungsausbreitung (QRS > 120 ms) oder nach Myokardinfarkt ist bei EF < 35 % die Implantation eines CRT-Systems mit Defibrillatorfunktion indiziert.
Eine verminderte Ejektionsfraktion gilt neben anderen Parametern wie klinischer Symptomatik und laborchemischen Markern als Indikator für eine schlechte Prognose bei Herzinsuffizienz.